# Денні Ворд (футболіст, 1993)
Денні Ворд (англ. Danny Ward, нар. 22 червня 1993, Рексем, Уельс) — валлійський футболіст, воротар збірної Уельсу та англійського клубу «Лестер Сіті».

## Клубна кар'єра
Вихованець футбольної школи клубу «Рексем». Дорослу футбольну кар'єру розпочав 2011 року в основній команді того ж клубу.
2011 року на правах оренди виступав за «Тамворт», де зіграв 1 матч. 2012 року був підписаний «Ліверпулем».
Перебуваючи у складі «Червоних», тричі його віддавали в оренду: 2015 року — до «Моркему», 2015—2016 — до «Абердину», а 2016—2017  до «Гаддерсфілд Таун».
До складу клубу «Лестер Сіті» приєднався 2018 року. 

## Виступи за збірні
З 2009 по 2012 року виступав за юнацькі збірні Уельсу.
Протягом 2012—2015 років залучався до складу молодіжної збірної Уельсу. На молодіжному рівні зіграв у 4 офіційних матчах.
24 березня 2016 року дебютував в офіційних матчах у складі національної збірної Уельсу у матчі проти Північної Ірландії.

## Досягнення
- Володар Кубка Англії (1):

«Лестер Сіті»: 2020-21
- Володар Суперкубка Англії (1):

«Лестер Сіті»: 2021